# Shanghai Petrochemical
Shanghai Petrochemical (voller Name Sinopec Shanghai Petrochemical Company Limited (chin. 中国石化上海石油化工股份有限公司 Zhōngguóshíhuà Shànghǎi Shíyóu Huàgōng Gǔfènyǒuxiàngōngsī)) ist ein chinesisches Unternehmen mit Firmensitz in Shanghai.
Das Unternehmen ist ein Tochterunternehmen vom chinesischen Unternehmen Sinopec. Shanghai Petrochemical gehört zu den größten petrochemischen Unternehmen in der Volksrepublik China. Das Unternehmen produziert verschiedene auf Erdöl basierende Produkte.